# Alto Consejo para la Unidad del Azawad
El Alto Consejo para la Unidad del Azawad (HCUA) es un movimiento político y militar touareg formado el 2 de mayo de 2013 durante la guerra de Malí. El movimiento nació con el nombre de Alto Consejo de Azawat (HCA) antes de rebautizarse el 19 de mayo.

## Creación
El Alto Consejo para la Unidad de Azawad se formó durante la guerra de Malí, para favorecer las conversaciones de paz con el gobierno de Malí. El 2 de mayo, representantes tuaregs liderados por Mohamed Ag Intalla deciden abandonar la lucha armada y crear el Alto Consejo de Azawad (HCA). El día de su fundación, Mohamed Ag Intalla hizo un llamamiento al Movimiento Nacional para la liberación del Azawad y el Movimiento Islámico del Azawad a sumarse al movimiento, declara que el HCA "apoyará todos los esfuerzos con el objetivo de encontrar con el diálogo una solución política negociada a la crisis que atraviesa el Azawad (...) Es un movimiento pacífico que no reclama la independencia de una parte del norte de Malí y está contra toda idea de partición (...) Estamos igualmente en contra del terrorismo. Queremos unir a todos los hijos tuareg del Norte y a los otros hermanos para hacer la paz con el Sur, con todos los malienses."

## Organización
Mohamed Ag Intalla se benefició rápidamente del apoyo de su padre, el amenokal Intalla Ag Attaher, jefe de los touaregs Ifoghas que abandonó el MNLA para unirse al HCUA, y de su hermano, Alghabass Ag Intalla, que el 19 de mayo, anunció la disolución del Movimiento islámico del Azawad (MIA) y su adhesión al HCUA. Ese día el Alto Consejo del Azawad se reunió en Kidal y el Amenokal Intalla Ag Attaher fue designado presidente y su hijo Mohamed Ag Intalla, secretario general. El HCA cambió de nombre y se convirtió en el HCUA, el Alto Consejo para la Unidad del Azawad.
El MNLA no se atreve a criticar la decisión del amenokal y da su apoyo al HCUA. El 2 de junio, ambos movimientos firmaron un acuerdo con el fin de adoptar una posición común sobre los acuerdos de Uagadugú.
En principios de julio Alghabass Ag Intalla se convirtió en el secretario general del HCUA y se sitúa al frente de una delegación de 30 personas del MNLA, MAA y HCUA durante las negociaciones de Argel.

### Rama militar
La base de las fuerzas del HCUA está constituida por tuaregs de la tribu de las Ifoghas y de transfugas de Ansar Dine. En un informede marzo de 2016, la MINUSMA estima que el HCUA consta de entre 400 y 600 hombres.
La rama militar del HCUA estaba dirigida por Cheikh Ag Aoussa.  Murió el 8 de octubre de 2016 a causa de la explosión de una mina o bien, según otras fuentes, por un atentado.

### Coordinación militar con otros grupos tuareg
En octubre de 2014 se creó una coordinación militar de los principales grupos armados para reagrupar sus estructuras. Forman parte de esta coordinación el HCUA, el Movimiento Nacional de Liberación del Azawad (MNLA) y el Movimiento Árabe del Azawad (MAA). La nueva estructura está integrada por diez oficiales y la comandancia es ocupada por Mohamed ag Nayim. 
El objetivo de la misma es hacer frente a los ataques de las milicias islamistas y de las fuerzas gubernamentales. En el momento de su creación los tres grupos destacan que "la coordinación se inscribe en línea con la demanda formulada por la Misión de Estabilización de Naciones Unidas en Malí (MINUSMA) de contener y erradicar toda forma de inseguridad" en el norte del país.

## Diputados en el parlamento de Malí
Tras las elecciones legislativas malienses de 2013, dos miembros del HCUA fueron elegidos diputados : Mohamed Ag Intalla, secretario general del movimiento,y Hamada Ag Bibi, antiguo portavoz de Ansar Dine y miembro posteriormente del MIA. Ambos se presentaron bajo la marca Concentración para Malí (RPM). El premier fue elegido en el círculo de Tin-Essako con el 100% de votos pero con el 86% de abstención, el segundo en el círculo de Abeïbara con el 96,69% de votos y el 29 % de abstención.

## Reacciones
En junio de 2016 la AFP informa que el entorno del ministro francés de Defensa, Jean-Yves El Drian, critica el « doble-juego » del HCUA y acusa este grupo de tener todavía vínculos con Ansar Dine e Iyad Ag Ghali,. El HCUA lo desmiente, califica estas declaraciones « de injustas y graves » afirmando haber roto completamente con Ansar Dine.